# Далбуш бомба
Така начерената Далбуш бомба (на немски: Dahlbuschbombe, Dahlbusch-Bombe или Dahlbusch-Rettungsbombe) е спасителна капсула с дължина от 2,5 m, наподобяваща торпедо, която се използва в минното дело за спасяване на затрупани миньори.

## Изобретяване
Стоманената капсула е изобретена през май 1955 г. от Zeche Dahlbusch в германския град Гелзенкирхен. Нейният малък радиус от само 38,5 cm и позволява да бъде използвана като спасителна капсула при пробиви с малък размер. Изобретателят Еберхард Ау никога не заявява патент за своето изобретение.
Името Далбуш бомба е дадено на спасителната капсула от медиите и се свързва с мината „Далбуш“ (Zeche Dahlbusch) където е използвана за първи път.

## Употреба
За пръв път спасителната капсула Далбуш бомба се използва в мината „Далбуш“ през 1955 г. Там с нейна помощ на петия ден, от дълбочина 855 м., чрез напречено пробит тесен тунел дълъг 42 m са измъкнати 3 затрупани миньори, които намерили спасение в странична галерия.
През 1963 г. чрез нея се спасяват 11 затрупани миньори в мината „Матилде“ в Ленгеде, Германия. Спасителната операция е позната като Чудото от Ленгеде.
През 2010 г. чрез нова модификация, направена на базата на Далбуш бомба, специалисти от чилийския военен флот и НАСА изобретяват спасителните капсули „Феникс 1, 2 и 3“ за спасяването на 33 затрупани миньори в мината Сан Хосе на около 700 метра дълбочина (виж Миньорска авария в Копиапо 2010). При самата операция е използвана само капсулата „Феникс 2“. Тя е широка 53 см. Движи се през извит тунел до галерията, която е на 624 метра дълбочина. Странични колела с амортисьори предпазват капсулата от удари в стените. Луфтът между капсулата и стените на тунела е около 5 сантиметра.